# 夢想漣えさし
夢想漣えさし（ゆめそうらんえさし）は、北海道枝幸郡枝幸町に所在する伝統舞踊団体である。

## 概要
夢想漣えさしには地元枝幸町に本部を持ち、札幌支部と旭川支部がある。そのため支部ごとで練習を行う。
道内での活動の他に「安濃津よさこい（津まつり）」、「よさこい津軽」など道外でも活動している。1999年にグアム日本人祭り等に参加、2002年に台湾ランタンフェスティバルに参加し、海外で活動することもある。
夢想漣えさしの「えさし」が平仮名のため、読みが同じ道南の江差(えさし)としばしば間違われることがある。

## 沿革
1996年に結成され、1997年のYOSAKOIソーラン祭り(以下、YOSAKOI)第6回大会に初出場する。2003年から2007年まで各賞を受賞、2010年には初のYOSAKOIソーラン大賞を受賞し、2011年も大賞を取り2連覇した。

### 年表
- 1996年 - 北のYANSYU 夢想漣えさしとして結成[2]
- 1997年 - 第6回YOSAKOIソーラン祭り初出場[2]
- 2000年 - 夢想漣えさしに改名
- 2001年 - 第10回YOSAKOIソーラン祭りで初のファイナルステージ進出、ワールドカップコリアジャパン賞を初受賞[2]
- 2003年 - 第12回YOSAKOIソーラン祭りで支部長賞を初受賞[2]
- 2005年 - 第14回YOSAKOIソーラン祭りで積丹町長賞を初受賞[2]
- 2006年 - 第15回YOSAKOIソーラン祭りで準YOSAKOIソーラン大賞を初受賞[2]
- 2007年 - 第16回YOSAKOIソーラン祭りで一次審査員賞を初受賞[2]
- 2008年 - 第17回YOSAKOIソーラン祭りで北海道知事特別賞を初受賞[2]
- 2009年 - 第18回YOSAKOIソーラン祭りでセミファイナルステージ進出、よさこい津軽初参加
- 2010年 - 第19回YOSAKOIソーラン祭りでYOSAKOIソーラン大賞を初受賞[2]、地方車賞を初受賞[3]
- 2011年 - 第20回YOSAKOIソーラン祭りでYOSAKOIソーラン大賞を受賞し、2連覇達成[2]
- 2012年 - 第21回YOSAKOIソーラン祭りで準YOSAKOIソーラン大賞を受賞
- 2014年 - 第23回YOSAKOIソーラン祭りでYOSAKOIソーラン大賞を受賞
- 2018年 - 第27回YOSAKOIソーラン祭りでYOSAKOIソーラン大賞を受賞
- 2019年 - 第28回YOSAKOIソーラン祭りでYOSAKOIソーラン大賞を受賞し、2度目の2連覇達成

## テーマ（2006年以降の括弧内は読み方）
- 1997年 - 枝幸の四季
- 1998年 - 聖夜
- 1999年 - 和～Nippon
- 2000年 - 万事に感謝
- 2001年 - 絆
- 2002年 - 絆
- 2003年 - 生涯一漁師
- 2004年 - 生涯一漁師～宴
- 2005年 - 怒涛
- 2006年 - 気炎万丈（きえんばんじょう）
- 2007年 - 異体同心（いたいどうしん）
- 2008年 - 敢為邁往（かんいまいおう）
- 2009年 - 堅持夢想（けんじむそう）
- 2010年 - 海神奉候（かいじんほうこう）
- 2011年 - 海魂伝承（かいこんでんしょう）
- 2012年 - 海心母響（かいしんぼきょう）
- 2013年 - 海生志導（かいせいしどう）[4]
- 2014年 - 海命怒濤（かいめいどとう）[5]
- 2015年 - 海起誓興（かいきせいきょう）
- 2016年 - 海師伝道（かいしでんどう）
- 2017年 - 海勢我凌（かいせいがりょう）
- 2018年 - 海祈命応（かいきめいおう）
- 2019年 - 海勇波道（かいゆうはどう）
- 2021年 - 海鱗奉成（かいりんほうせい）
- 2022年 - 海衆和涛（かいしゅうわどう）
- 2023年 - 海心命道（かいしんめいどう）
- 2024年 - 海仁無双（かいじんむそう）
- 2025年 - 海進湧成（かいしんゆうせい）

## YOSAKOIソーラン祭り受賞歴
- YOSAKOIソーラン大賞：5回
  - 2010年、2011年、2014年、2018年、2019年
- 準YOSAKOIソーラン大賞：5回
  - 2006年、2012年、2015年、2017年、2022年
- 支部長賞：2回
  - 2003年、2004年
- 北海道知事特別賞：1回
  - 2008年
- ワールドカップコリアジャパン賞：1回
  - 2001年
- 積丹町長賞：1回
  - 2005年
- 一次審査委員賞：2回
  - 2007年、2023年
- 地方車賞：1回
  - 2010年